# De Subjectivisten
De Subjectivisten is een collectief Nederlandse schrijvers die zich tot doel hebben gesteld om “het persoonlijke” in het schrijven over popmuziek op de voorgrond te stellen. Het collectief werd eind 2001 opgericht door Ariën Rasmijn. De website werd al snel gekarakteriseerd door een open welhaast anarchistische opstelling waarbij iedere deelnemer, ondanks het Subjectivistische Manifest, zijn eigen invulling van het begrip Subjectivisme  mag geven.
Begin 2007 vierden De Subjectivisten in Paradiso hun vijfjarig bestaan waar ook de nieuwe website werd gepresenteerd. In plaats daarvan ging een aantal maanden later de site uit de lucht vanwege een administratieve blunder, waarbij het archief bovendien door provider Demon werd gewist. Na een pauze van zes maanden doken De Subjectivisten in november 2007 op met een nieuwe website.

## Subjectivisme in praktijk
De Subjectivisten presenteren een tegenhanger van de gangbare popjournalistiek waarin de schrijver zichzelf (bijna compleet) wegcijfert en het interview met de artiest als vorm een standaard is. De Subjectivisten daarentegen zoeken naar het omschrijven van de ervaring of het verkennen van nieuwe stijlen om over muziek te schrijven. Lichtend voorbeeld is de Gonzo journalistiek van Hunter S. Thompson. Ook de journalisten Lester Bangs en Paul Morley worden vaak gezien als een inspiratie. Daarnaast fungeert de Franse denker Roland Barthes voor een enkeling als voorbeeld. Een typische manier om het Subjectivisme af te dwingen was door de vorm van de triorecensie waarin drie Subjectivisten hun licht lieten schijnen over dezelfde plaat (en soms film).
Door deze houding kende het Subjectivisme overlappingen met de kritiek op het rockisme. Het rockismedebat overheerste tussen 2003 en 2006 het popschrijven op internet, via blogs en het internationale I Love Music forum. Rockisme als ideologie van authenticiteit, met een voorliefde voor blanke mannen die rock maken zoals gecanoniseerd in een stroom van lijstjes, boeken en tijdschriften als Q, Mojo en Rolling Stone wordt gezien als een te beperkte blik op popmuziek waar allerhande genres als pop, house, disco, hiphop vrijwel onmogelijk op positieve wijze kunnen worden geëvalueerd. Dankzij de brede interesse van De Subjectivisten in pop, house, zuchtmeisjes, jazz en hiphop werd het rockistische canon al thematisch geproblematiseerd. Specifiek werd de kritiek met de aanval van Koen Sebregts op het rockisme en het Nederlandse boegbeeld daarvan Gijsbert Kamer in ‘Ich trinke Objectivismus mit Rockismus’ (9 november 2004). Het rockismedebat vond desondanks op onregelmatige momenten plaats op het forum en werd nooit expliciet in stukken op de site zelf gevoerd. 
Het Schaduwkabinet. Een terugkerend ritueel. Bij voorkeur op elke dinsdag van de week presenteren zo veel mogelijk leden een lijst met hun favoriete platen, optredens of andersoortige media-uitingen die vervolgens op het forum kunnen worden becommentarieerd of aangevuld door lezers.
Caleidoscoop. Zeer populair onderdeel waarin Jan Willem Broek in ongekend tempo cd's recenseert.
Cd-cirkel. Een aantal keer per jaar werd de Cd-cirkel uitgeschreven. Aan de hand van een thema maakten deelnemers een cd-compilatie  die vervolgens onderling werd uitgewisseld en becommentarieerd op het forum.
Toekomstdagen. In 2007 publiceerde Omar Muñoz Cremers tijdens de blackout in eigen beheer Toekomstdagen 2002-2007, een verzameling van zijn beste teksten voor De Subjectivisten.
Forum. Een continu aanhangsel van de website is het forum, wat door de jaren heen een aantal keer is veranderd. Na een korte onderbreking is het weer teruggekeerd op het langlopende ILX. Meestal wordt er op kabbelend tempo over muziek gediscussieerd, een enkele keer onderbroken door koortsige draden als het legendarische  Feyenoord Blues Explosion en Wie Is De Irritantste Muzikale Nederlander? die ontaardde in een haiku-marathon.

## Overzicht van controversen
De perceptie van De Subjectivisten als muzikale betweters heeft zeker twee keer voor controverse gezorgd. In een column voor OOR werden De Subjectivisten zonder bij naam genoemd te worden op licht sarcastische manier beschreven door oudgediende Tom Engelshoven. Deze werd vervolgens door Guuz Hoogaerts in een stuk afgebrand waarna in het commentaar de vlam in de pan sloeg.
Een soortgelijke controverse ontstond nadat schrijver Joost Zwagerman in een NRC Handelsblad-column niet zonder sympathie zich verbaasde over de popfundamentalisten van het internet. Reacties vanuit het Subjectivistische kamp waren in eerste instantie kribbig maar al snel werd Zwagerman tot een cultfiguur en onderwerp van langlopende inside jokes.
In oktober 2004 werd tijdens een verhitte discussie op het forum de term Vet Geluid gelanceerd om het elders steriel omschreven electrohouse te benoemen. Met enige ironie werd de term vervolgens gebruikt voor de muziek van boegbeelden Tiefschwarz en Black Strobe. Menigeen doorzag de ironie niet en ergerde zich aan het idee dat er een hype werd gecreëerd. DJ Michael de Hey in LiveXs gevraagd naar een voorbeeld van een pershype antwoordde: "Vet Geluid. Zo lust ik er ook nog wel een paar. Kom op nou, dan bedenk je toch gewoon iets om maar wat te schrijven te hebben."

## Leden en ex-leden
Monique Aerts, Jan Willem Broek, Martijn Busink, Stevie Nixed, Gerard de Jong, Femke Dekker, Joris Gillet, Thijs Gouwerok (Hiram), Martijn Grooten, Martijn Ter Haar, Joost Heijthuijsen, Erik Hollanders, Guuz Hoogaerts, Bas Ickenroth, Olaf Koeneman, Ludo Maas, Els Meijers, Omar Muñoz Cremers, Norbert Pek, Theo Ploeg, Jan Peter Prenger, Ariën Rasmijn, Eric Rees, Dave Rozendaal, Koen Sebregts, Roger Teeling, Bert Temme, Sietse van Erve, Tjeerd van Erve, Hanka van der Voet, Gert Verbeek (Vido Liber), Marieke Verdonk

## Invloed
De Subjectivisten zijn door de jaren heen uitgewaaierd over het schrijvende (pop)landschap. Nieuwe Revu, De Groene Amsterdammer, OOR, LiveXS, Glamcult, Vice, Gonzo Circus. Stilistisch is hun invloed lastiger te duiden. 
Negen van de honderd lijstjesmakers van OORs Top-100 Aller Tijden 2007 zijn lid geweest van De Subjectivisten.